# Chanson dans la nuit
Pour les articles homonymes, voir Dancing in the Dark.
Chanson dans la nuit (Dancing in the Dark) est un film américain réalisé par Irving Reis, sorti en 1949.

## Synopsis
En 1949 à Hollywood, l'ancien acteur Emery Slade est chargé par Melville Crossman, patron de la 20th Century Fox, de se rendre à New-York pour faire signer un contrat à une actrice reconnue qui se verra attribuer le premier rôle dans la version cinématographique d'une célèbre comédie musicale de Broadway : Bandwagon. Si Slade s'envole aussitôt pour New-York, il est convaincu qu'en fait les studios devraient donner sa chance à une inconnue susceptible de devenir une nouvelle star. Aussi, après avoir fait publier une annonce dans la presse, il auditionne une inconnue, Julie Clarke, à la fois comme chanteuse et comme actrice. Conquis, il emmène Julie à Hollywood, mais le patron de la 20th Century Fox, furieux, refuse d'entériner la substitution.

## Fiche technique
- Titre original : Dancing in the Dark
- Réalisation : Irving Reis
- Scénario : Mary C. McCall Jr. d'après la revue The Band Wagon de George S. Kaufman, Arthur Schwartz et Howard Dietz
- Dialogues : Jay Dratler
- Adaptation : Marion Turk
- Image : Harry Jackson
- Montage : Louis R. Loeffler
- Type : Technicolor
- Distribution : 20th Century Fox
- Durée : 92 minutes
- Date de sortie : 
  - États-Unis : 2 décembre 1949

## Distribution
- William Powell : Emery Slade
- Mark Stevens : Bill Davis
- Betsy Drake : Julie Clarke
- Adolphe Menjou : Melville Crossman
- Randy Stuart : Rosalie Brooks
- Lloyd Corrigan : John Barker
- Hope Emerson : Mrs. Schlaghammer
- Walter Catlett : Joe Brooks
- Don Beddoe : Barney Bassett
- Jean Hersholt : Jean Hersholt